# Borki (powiat staszowski)
Borki – wieś sołecka w Polsce położona w województwie świętokrzyskim, w powiecie staszowskim, w gminie Łubnice.
Wieś położona w powiecie wiślickim województwie sandomierskim wchodziła w 1662 roku w skład majętności łubnickiej Łukasza Opalińskiego. W latach 1975–1998 miejscowość należała administracyjnie do województwa tarnobrzeskiego.

## Części wsi
| SIMC    | Nazwa     | Rodzaj     |
| ------- | --------- | ---------- |
| 0798400 | Kamieniec | przysiółek |

## Dawne części wsi – obiekty fizjograficzne
W latach 70. XX wieku przyporządkowano i opracowano spis lokalnych części integralnych dla Borków zawarty w tabeli 2.

| Nazwa wsi – miasta     | Nazwy części wsi – miasta | Nazwy obiektów fizjograficznych – charakter obiektu |
| ---------------------- | ------------------------- | --- |
| I. Gromada SICHÓW DUŻY |                           | |
| 1. Borki               | 1. Kamieniec              | 1. Kamieniec — pole 2. Kąty — pole 3. Lepówki — pole 4. Łańca — pole 5. Łóżko — łąka 6. Międzydrogi — pole 7. Niwka — pole 8. Ogrody — pole, łąki 9. Rędzina — łąka 10. Uwrocia — pole 11. Za Graniczką — pole 12. Zamiany — pole 13. Zaogrodzie — pole |

## Literatura
1. Kaczmarek Leon (red. nauk. zeszytu), Taszycki Witold (red. nauk. wyd.): Urzędowe Nazwy miejscowości i obiektów fizjograficznych. 33. Powiat staszowski województwo kieleckie. Komisja ustalania nazw miejscowości i obiektów fizjograficznych (do użytku służbowego). Z: 33. Warszawa: Urząd Rady Ministrów. Biuro do Spraw Prezydiów Rad Narodowych, 1970. Brak numerów stron w książce